# Hubbabubba
Hubbabubba är en låt som lanserades som singel i mars 1995 av den svenska gruppen Just D. Låten, som blev en landsplåga och låg länge högt på den svenska singellistan, fanns med albumet Plast och grammisbelönades för bästa video.
I videon, som fick årets grammis, personifieras den själviska kvinnan som texten handlar om av Dominika Peczynski, känd från bland andra Army of Lovers.

## Listplaceringar
| Lista (1995) | Topplacering |
| ------------ | ------------ |
| Sverige      | 2            |